# Darko Bajić
Darko Bajić (Belgrad, 14 de maig de 1955) és un director de cinema serbi. Va dirigir moltes pel·lícules i sèries de televisió populars entre el públic serbi, com ara Rat uživo, Crni bombarder, Sivi dom i Zaboravljeni.

## Filmografia
| Any.        | Pel·lícula             |
| ----------- | ---------------------- |
| 1981        | Trag                   |
| 1982        | Direktan prenos        |
| 1984 — 1985 | Sivi dom               |
| 1988        | Zaboravljeni           |
| 1990        | Zaboravljeni           |
| 1990        | Početni udarac         |
| 1992        | Crni bombarder         |
| 1997        | Balkanska pravila      |
| 2000        | Rat uživo              |
| 2004        | Cimerke                |
| 2008        | Zaustavi vreme         |
| 2008        | Na lepom plavom Dunavu |
| 2011        | O Gringo               |
| 2015        | Bićemo prvaci sveta    |